# Jules Cavelier
Pour les articles homonymes, voir Cavelier.
Pierre-Jules Cavelier, dit Jules Cavelier, né à Paris le 30 août 1814, mort dans la même ville le 28 janvier 1894, est un sculpteur français.

## Biographie

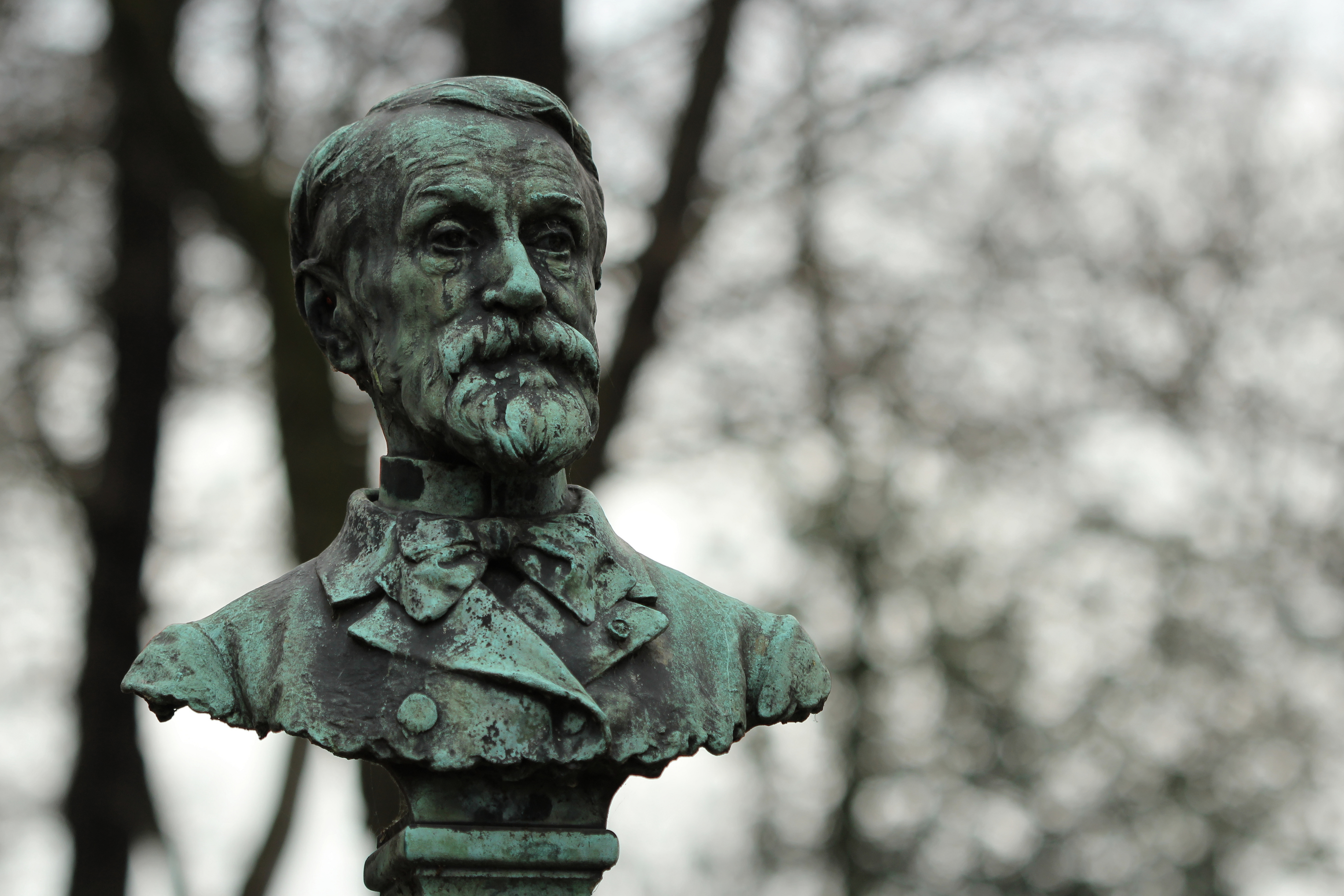
Léon Fagel, Buste de Jules Cavelier ornant sa tombe au cimetière du Père-Lachaise à Paris.

Son père Adrien Louis Marie Cavelier était un peintre dessinateur.
Cavelier, entré à l'École des Beaux-Arts le 2 avril 1831, devient l'élève du sculpteur David d'Angers et du peintre Paul Delaroche. Il obtient le prix de Rome de sculpture en 1842 pour une statue en plâtre figurant Diomède enlevant le Palladium. Il est pensionnaire de la Villa Médicis de 1843 à 1847. Il collabore avec André Vauthier-Galle. Au Salon de Paris de 1849, il remporte une médaille de première classe et la médaille d'honneur.
Nommé en 1864 professeur à l'École des beaux-arts de Paris, il y forme nombre d'élèves, et poursuit par ailleurs une prolifique carrière de sculpteur. Le 29 juillet 1865, il est élu à l'Académie des beaux-arts. 
Il est élevé au grade d'officier de la Légion d'honneur et est membre de la Société des Artistes français dont il est vice-président au moment de sa mort.
Cavelier meurt le 28 janvier 1894 en son domicile  au no 8 rue Bossuet dans le 10e arrondissement. Il est inhumé au cimetière du Père-Lachaise (8e division),.

## Distinctions
- Officier de la Légion d'honneur

## Collections publiques
- La Vérité (1846-1847), Lille, Palais des Beaux-Arts (envoi de Rome)
- Pénélope endormie (1842-1849), marbre, Paris, musée d'Orsay (envoi de Rome)
- Deux Cariatides (1854), groupe, esquisse en terre cuite, Paris, musée du Louvre[7]
- Cornélie, mère des Gracques (1861), groupe, marbre, Paris, musée d'Orsay[8]
- Portrait de François Ier, roi de France (1494 - 1547) (1869), statue en pied, modèle en plâtre patiné, châteaux de Versailles et de Trianon
- Portrait de François Ier, roi de France (1494 - 1547) (1869), statue en pied, modèle en bronze fondu par Victor Thiébaut, au centre des jardins de l'hôtel de ville du Havre
- Buste de Charles Legentil, président de la Chambre de commerce de Paris (1788 - 1855) (1856), marbre, châteaux de Versailles et de Trianon
- Napoléon Ier, empereur des Français (1769 - 1821), en Législateur, statue modèle en pied, plâtre, châteaux de Versailles et de Trianon
- Blaise Pascal, philosophe et mathématicien (1623 - 1662) (1854), statue modèle en pied, plâtre, châteaux de Versailles et de Trianon, en pierre dans le square de la tour Saint-Jacques à Paris
- Buste du peintre Horace Vernet (1789 - 1863) (1859), marbre, châteaux de Versailles et de Trianon
- Buste du peintre Ary Scheffer (1859), marbre, Paris, musée de la vie romantique
- L'Odysée, statue de marbre blanc, palais de la Légion d'honneur, à Paris
- Pour la décoration du palais Longchamp de Marseille construit de 1862 à 1869 pour célébrer l'arrivée des eaux de la Durance dans la ville, Jules Cavelier réalise :
  - La Durance (1869), groupe central du château d'eau sculpté en pierre de Calissanne et figurant un char tiré par quatre taureaux, sur lequel se tiennent trois figures féminines représentant, au centre, La Durance, cantonnée par les allégories de La Vendange à droite, et de La Moisson à gauche ; à l'arrière des putti s'ébattent sur des amoncellements de gerbes et de grappes.
  - Trois frises réalisées pour la décoration du château d'eau, du musée des beaux-arts et du muséum d'histoire naturelle. La frise du musée des beaux-arts représente au centre une Minerve casquée avec de part et d'autre des génies féminins représentant à gauche la peinture et à droite la sculpture ; ces deux allégories sont suivies vers les extrémités par des putti qui leur présentent amphores, bustes et temples. La frise du château d'eau, dite Scène des tritons, représente eu centre une Vénus au miroir entourées d'amours chevauchant des dauphins et des tritons. La frise du muséum représente en son centre un homme et une femme appuyés sur la terre et recevant les produits de la création.
- palais Galliera, musée de la Mode de la ville de Paris : La Sculpture, statue ornant la façade.

## Galerie

Œuvres de Jules Cavelier
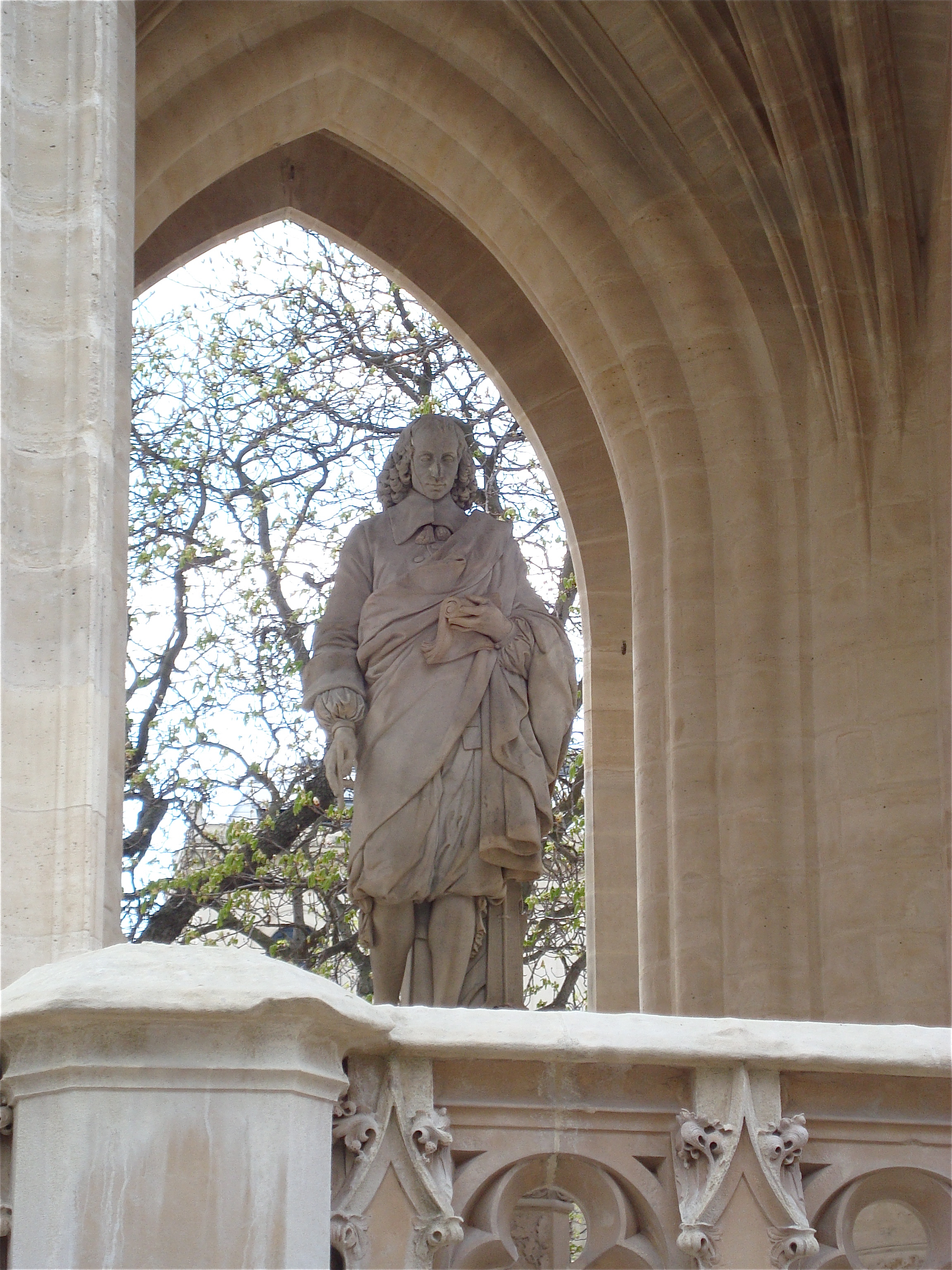
Blaise Pascal, Paris, square de la tour Saint-Jacques.
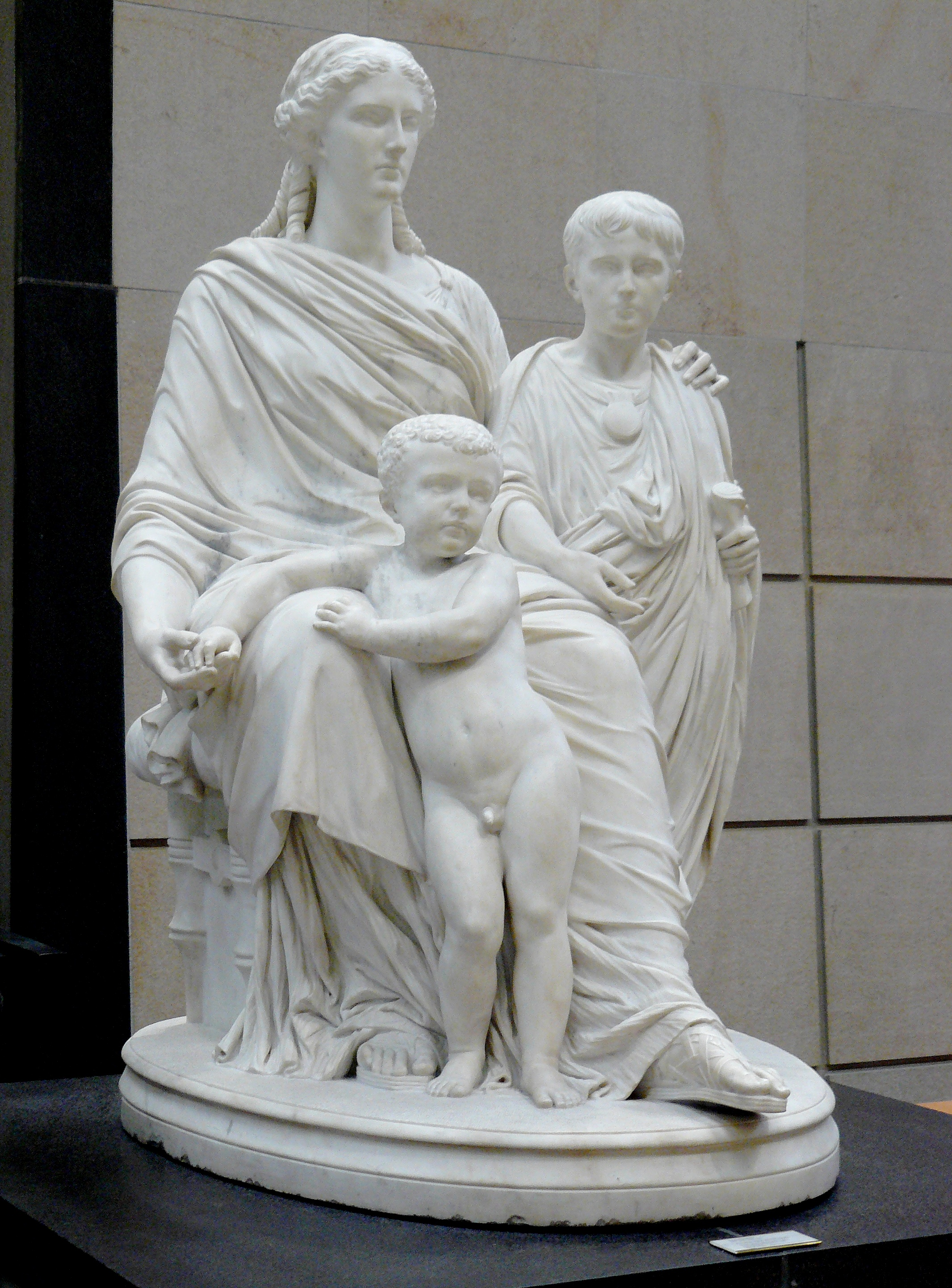
Cornélie, mère des Gracques, Paris, musée d'Orsay.
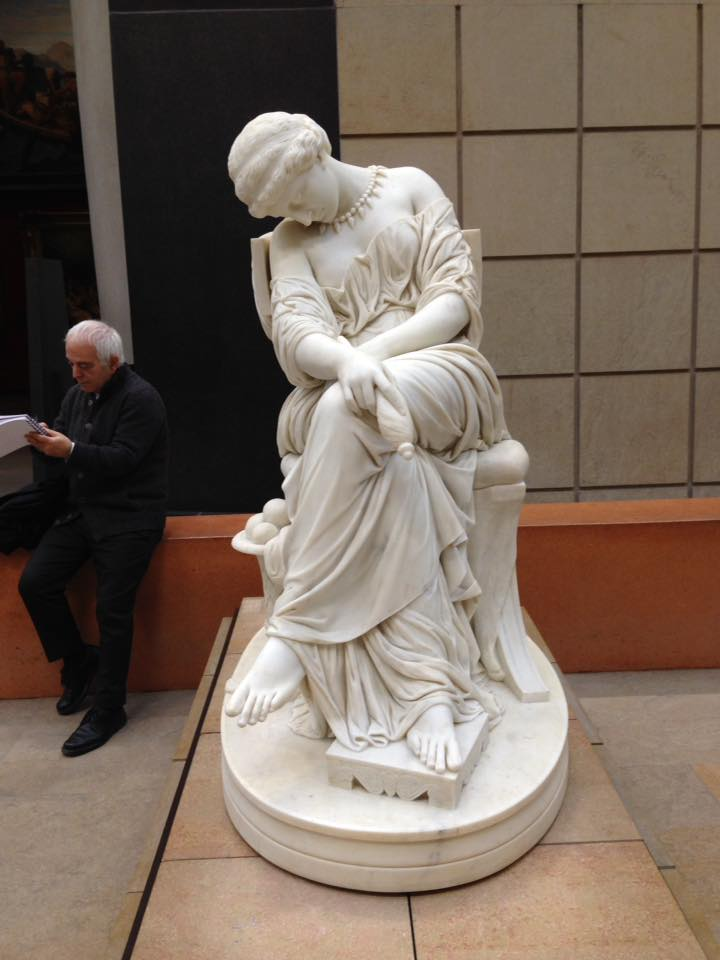
Pénélope endormie, Paris, musée d'Orsay.
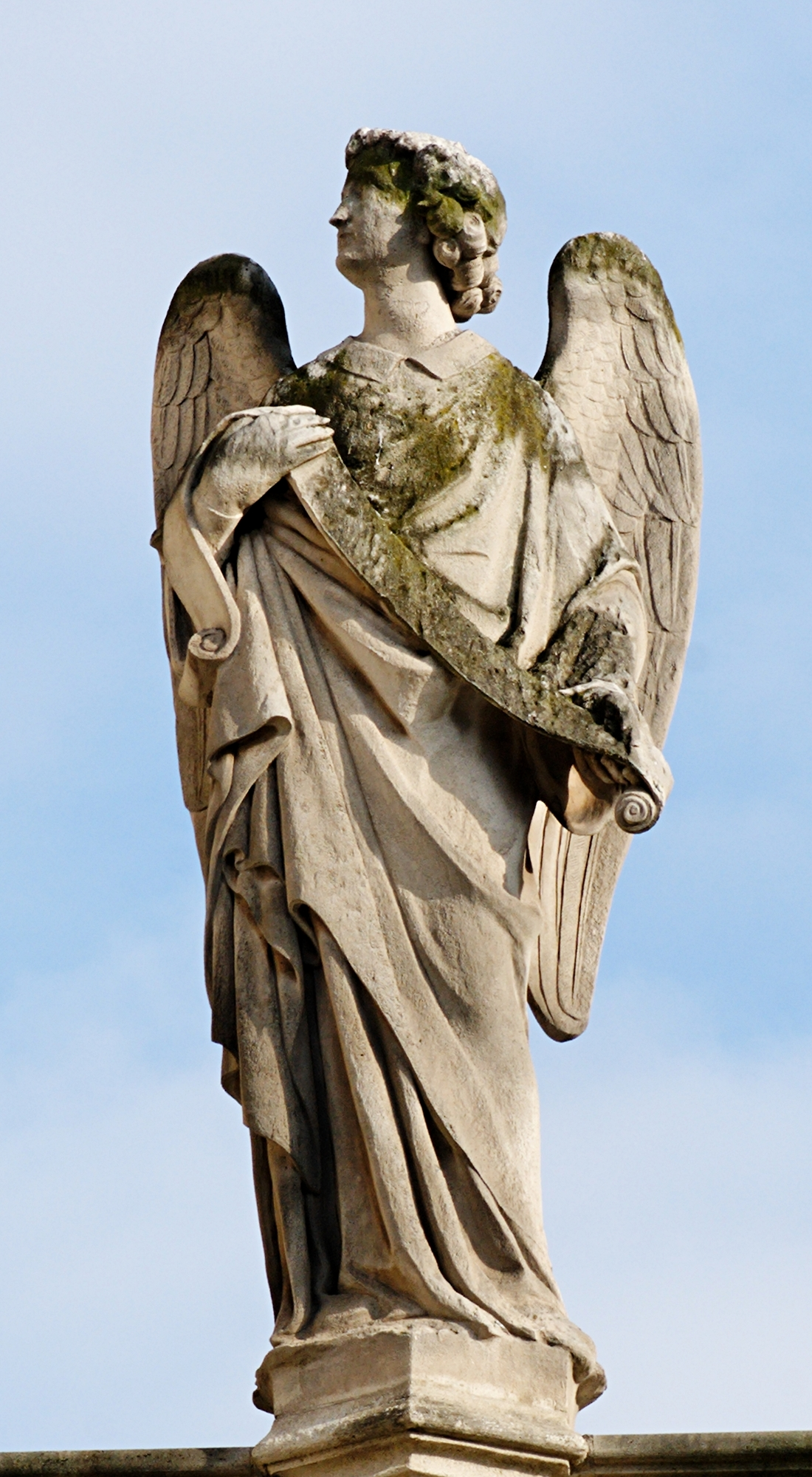
Ange, Paris, église Saint-Germain-l'Auxerrois.
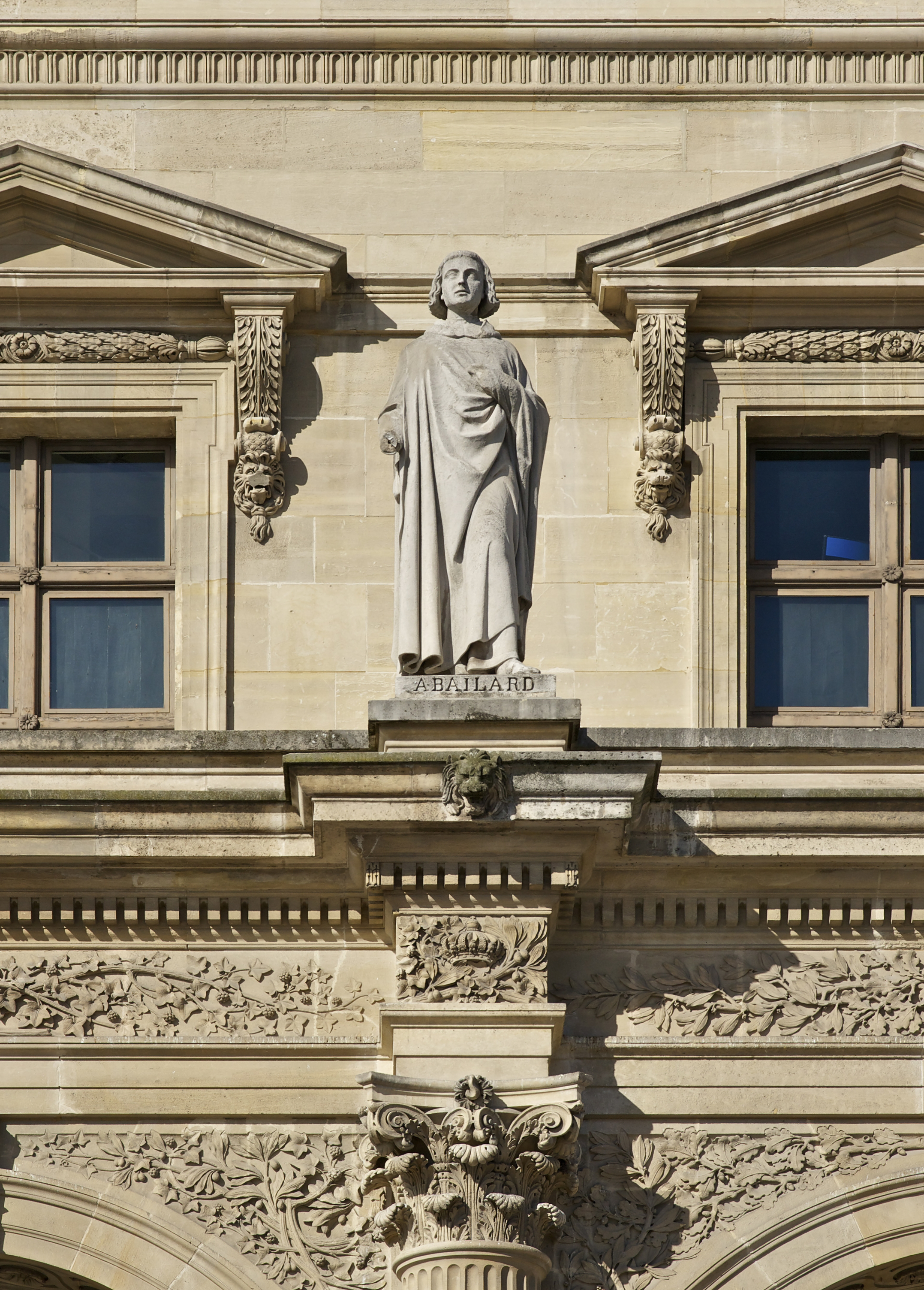
Abélard (vers 1853), Paris, façade du Palais du Louvre, cour Napoléon.
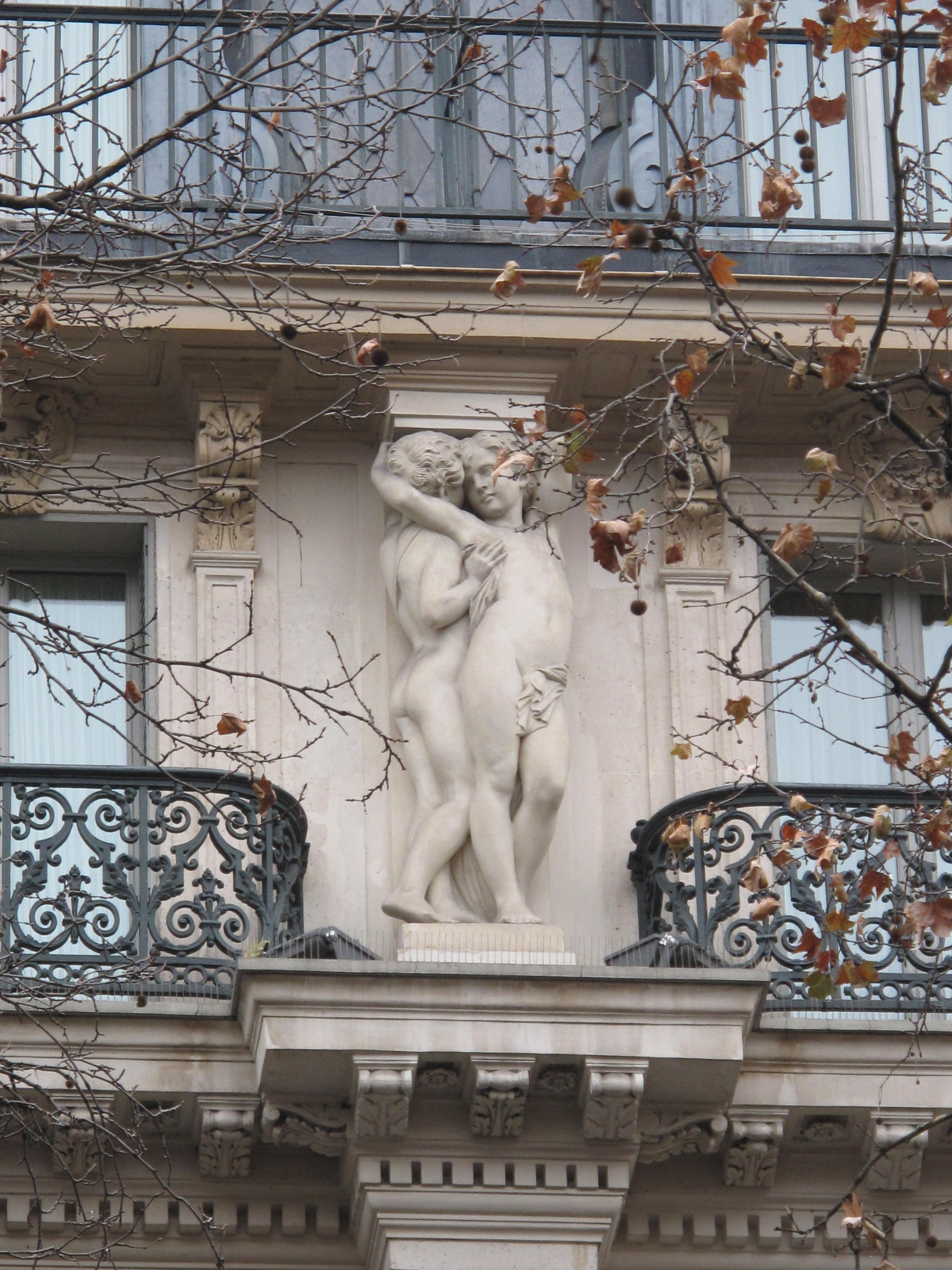
Cariatides, facade du Grand Hôtel, Paris, boulevard des Capucines.

Sculptures de Jules Cavelier au palais Longchamp à Marseille
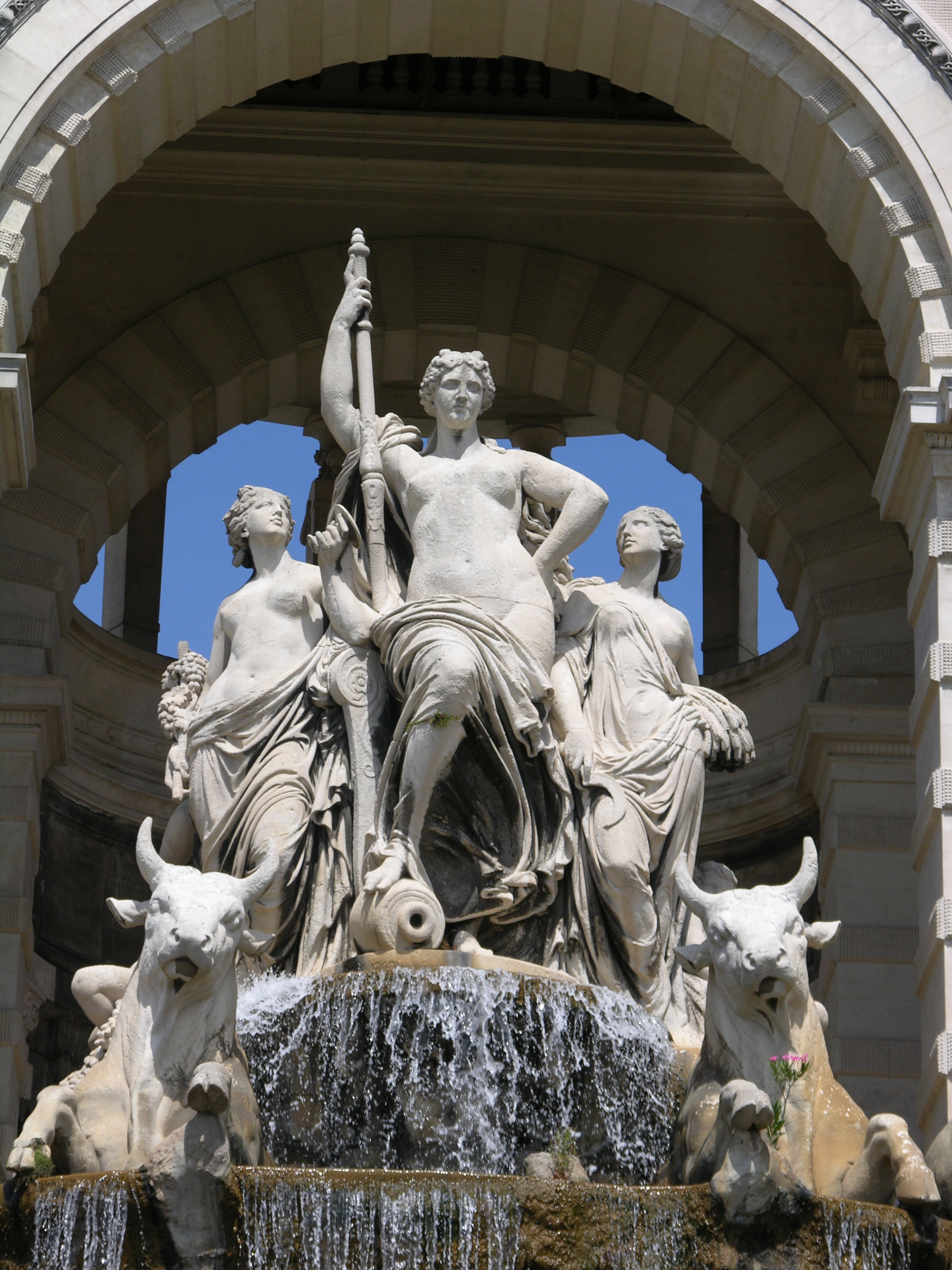
La Durance, fontaine du château d'eau (1869).
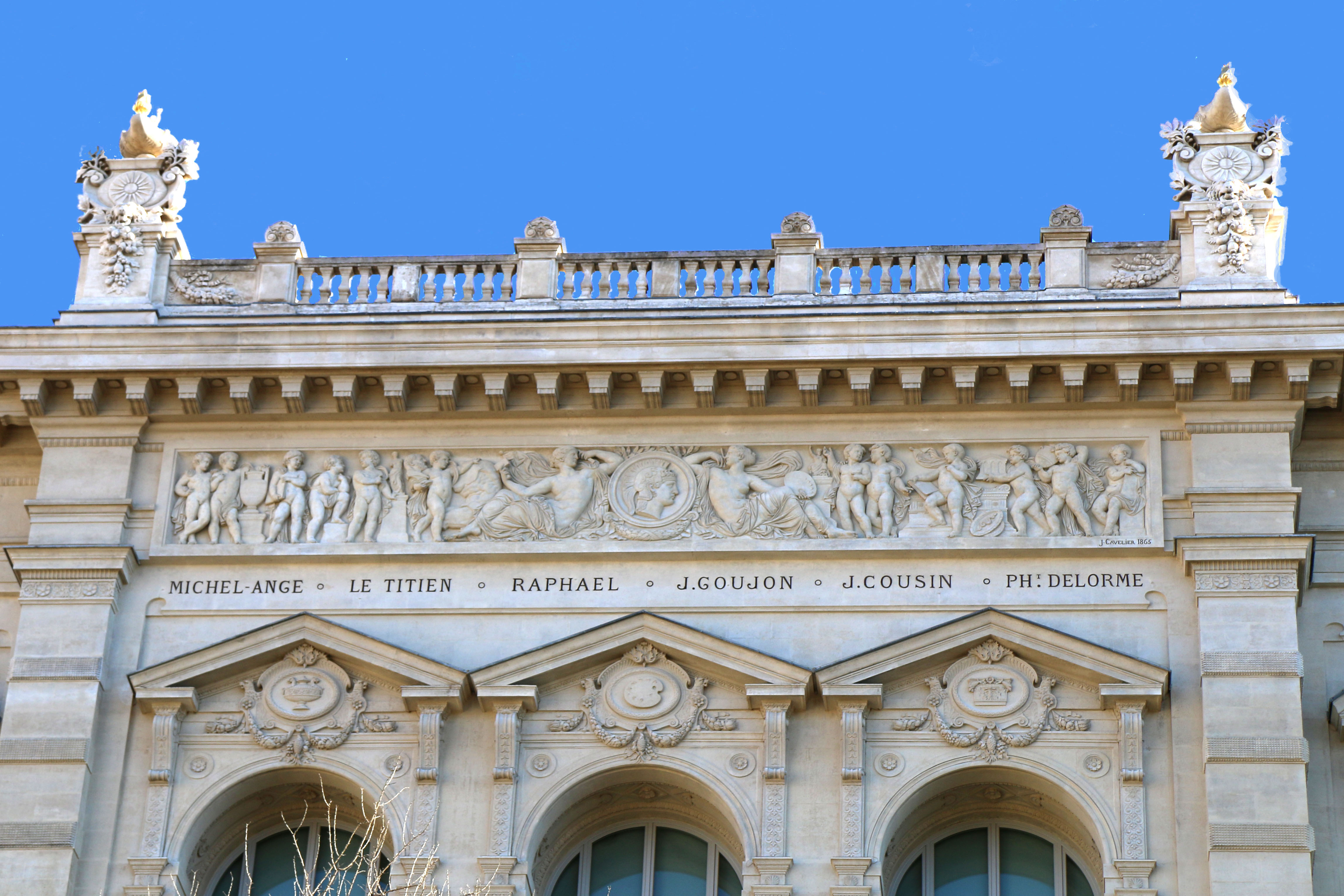
Frise du musée des beaux-arts.
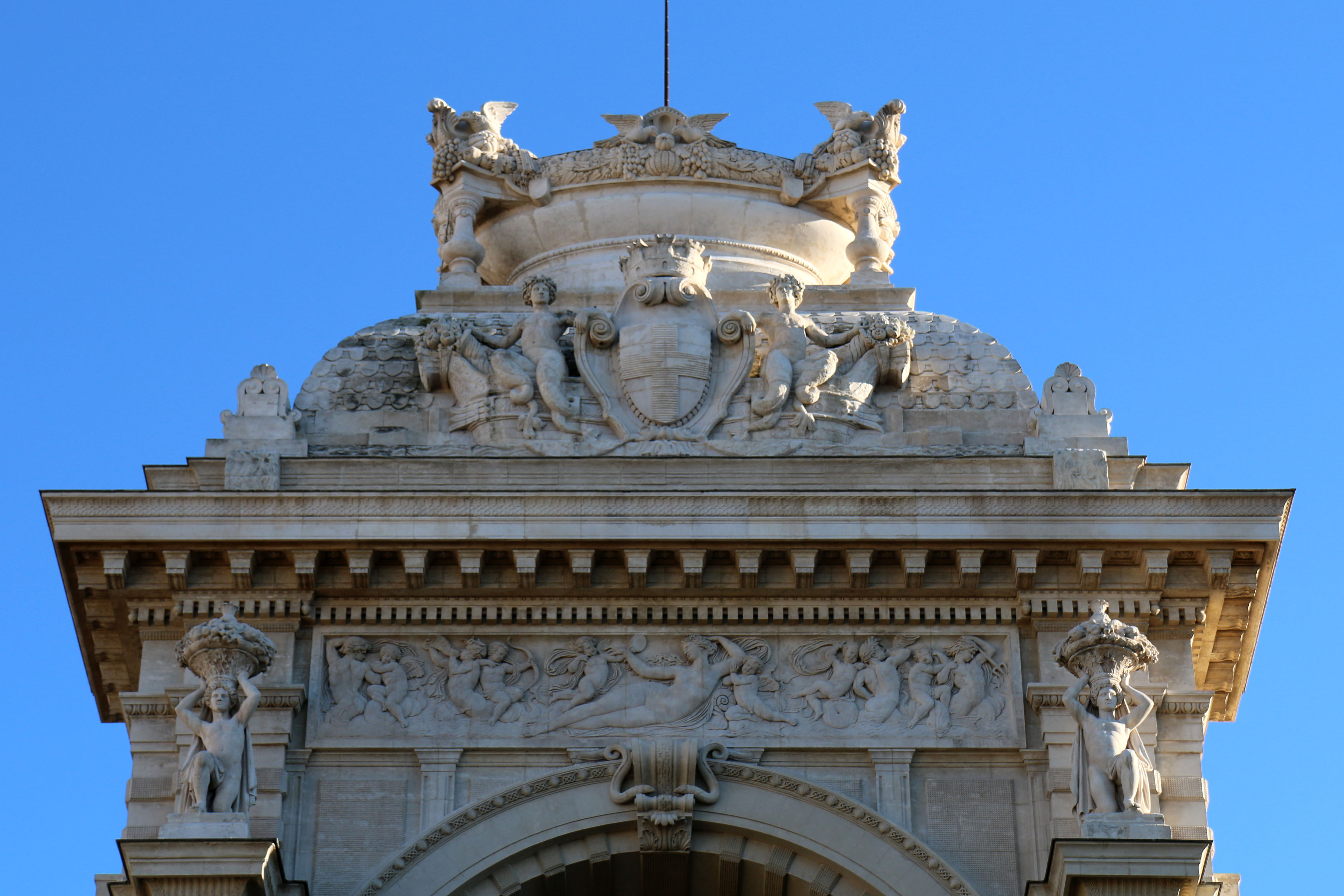
Frise du château d'eau, dite Scène des tritons.
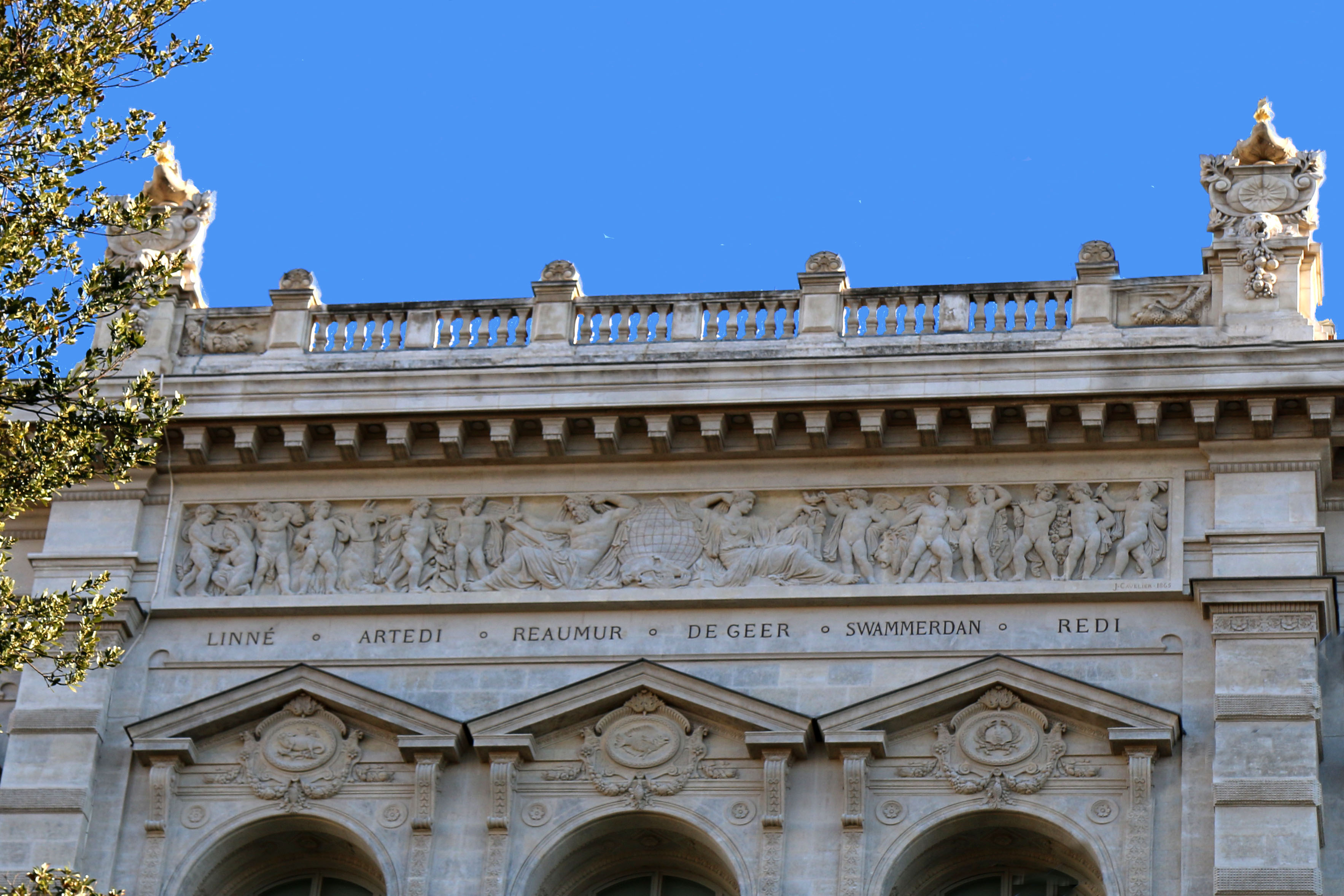
Frise du muséum d'histoire naturelle.

## Élèves
- André-Joseph Allar (1845-1926), prix de Rome de 1869 ;
- Pierre-François Barbaroux ;
- George Grey Barnard ;
- Louis-Ernest Barrias ;
- Paul Roger-Bloche ;
- Auguste Carli ;
- Émile Joseph Nestor Carlier (1849-1927), dès 1869 ;
- Albert Darcq ;
- Camille Debert (1867-1935) ;
- Charles Delanglade ;
- Jules Desbois ;
- Louis Devillez ;
- Alphonse Dumilatre (1844-1928) ;
- Emmanuel Dolivet;
- Léon Fagel (1851-1913), dès 1868, second prix de Rome en 1875, et premier prix de Rome en 1879 ;
- Athanase Fossé ;
- Henri Gauquié (1858-1927), vers 1885 ;
- Alfred Gilbert (1854-1934), vers 1880 ;
- Eugène Guillaume ;
- Édouard Lanteri (1848-1917) ;
- Hippolyte Lefèbvre ;
- Alfred-Charles Lenoir ;
- Luca Madrassi ;
- Félix Martin (1844-1917)
- Eugène Quinton (1853-1892) ;
- Jules Roulleau (1855-1895), second prix de Rome de 1880 ;
- René Rozet (1859-1939) ;
- Victor Ségoffin ;
- Raoul Verlet (1857-1923), de 1886 à 1887, second prix de Rome en 1887 ;
- Frédéric de Vernon.

### Iconographie
- Chevallier, Jules Cavelier (1894), portrait paru dans Le Magasin pittoresque
- Léon Fagel, Jules Cavelier, buste en bronze ornant sa tombe au cimetière du Père-Lachaise à Paris